# Mallakachanahalli, Mulbagal
Mallakachanahalli là một làng thuộc tehsil Mulbagal, huyện Kolar, bang Karnataka, Ấn Độ.